# Paul Toungui
Paul Toungui, né le 7 septembre 1950 à Okondja (Gabon), est un homme politique gabonais, plusieurs fois ministre sous le président Omar Bongo. Il est aussi le mari de Pascaline Bongo, fille de feu le président Omar Bongo et sœur de l'actuel président Ali Bongo, qu'il a épousée en 1995.
Originaire du sud-est du Gabon, d'ethnie obamba, il a été étudiant en mathématiques de l'université de Clermont-Ferrand.
En 1990, il devient ministre des Finances et du Budget et le demeure jusqu'à sa nomination comme ministre des mines, de l'énergie et du pétrole en mars 1994. En janvier 1999, il ajoute à son portefeuille les ressources hydrauliques et, en janvier 2001, il est promu au rang de ministre d'État. 
Le 27 janvier 2002, il devient ministre d'État, ministre de l'Économie, des Finances, du Budget et de la Privatisation. Finalement, le 7 octobre 2008, il perd ce portefeuille stratégique et succède à Laure Olga Gondjout comme ministre des Affaires étrangères, de la Coopération, de la Francophonie et de l'Intégration régionale du Gabon, fonction qu'il quitte le 28 février 2012.
En 2009, il est donné comme un concurrent possible d'Ali Bongo pour la succession du président Omar Bongo. Depuis le début des années 2000, le courant des « Rénovateurs » d'Ali Bongo s'opposait ainsi « Appellistes » emmenés par Paul Toungui au sein même du PDG, le parti au pouvoir. 
Il est député élu du premier siège du département de la Sébé-Brikolo depuis 1990. Il siège au Palais Léon Mba, siège de l'Assemblée nationale depuis 2012, après sa sortie du gouvernement.